# Miguel Zavaleta
Miguel Zavaleta (Província de Buenos Aires, Argentina, 16 de fevereiro de 1955) é um cantor de rock argentino. De 1981 a 2007, ele liderou a banda new wave chamada Suéter. Hoje em uma carreira solo..

## Discografia

### Suéter
- Suéter: La reserva moral de Occidente (1982)
- Lluvia de gallinas (1984)
- 20 caras bonitas (1985)
- Misión ciudadano I (1987)
- Suéter Completo (1988)
- Sueter (1995)
- Elefantes en el techo (1997)

### Carreira solo
- No sé, quizás, suerte (2011)